# Landenulfo II de Capua
Landenulfo II († 993) sucedió a su hermano Landulfo VI como Príncipe de Capua en el año 982, y gobernó hasta su asesinato en 993. Era uno de los hijos más jóvenes de Pandulfo Cabeza de Hierro.
Landulfo era muy joven y gobernó bajo la regencia de su madre Aloara hasta su muerte en 992. Su hermano Laidulfo, conde de Teano, incitó a un grupo de ciudadanos para rebelarse y asesinarlo en Pascua al año siguiente (993). Fue enterrado el 21 de abril en la iglesia de San Benedetto de Capua.
- Datos: Q2545013